# Лехтинский, Йиржи
Йиржи Лехтинский (чеш. Jiří Lechtýnský; род. 25 ноября 1947, Яблонец-над-Нисоу) — чешский шахматист, гроссмейстер (1982). Техник.
В чемпионате ЧССР (1986) — 3—4-е места. В составе сборной команды ЧССР участник ряда олимпиад (1974, 1980 и 1986) и чемпионатов Европы (1977 и 1980).
Лучшие результаты в других международных соревнованиях: Поляница-Здруй (1974) — 5-е; Дечин (1977 и 1979) — 3-е и 1—2-е; Вильнюс (1978) — 4—5-е; Галле (1981, декабрь) — 1—2-е; Берлин (1982) — 5—7-е; Албена (1984) — 3—4-е; Прага (1985) — 3—4-е; Кечкемет (1985) — 4—9-е (120 участников); Врнячка-Баня (1987) — 3—4-е; Карвина (1987) — 3-е места.

## Изменения рейтинга
| Графики недоступны из-за технических проблем. См. информацию на Фабрикаторе и на mediawiki.org. |